# Brighton (Illinois)
Brighton és una població dels Estats Units a l'estat d'Illinois. Segons el cens del tenia 2.376 habitants.

## Demografia
Segons el cens del 2000, Brighton tenia 2.196 habitants, 816 habitatges, i 608 famílies. La densitat de població era de 526,6 habitants/km².
Dels 816 habitatges en un 38,1% hi vivien nens de menys de 18 anys, en un 61,9% hi vivien parelles casades, en un 9,2% dones solteres, i en un 25,4% no eren unitats familiars. En el 22,5% dels habitatges hi vivien persones soles l'11,4% de les quals corresponia a persones de 65 anys o més que vivien soles. El nombre mitjà de persones vivint en cada habitatge era de 2,61 i el nombre mitjà de persones que vivien en cada família era de 3,06.
Per edats la població es repartia de la següent manera: un 26,6% tenia menys de 18 anys, un 8,4% entre 18 i 24, un 28,4% entre 25 i 44, un 22,1% de 45 a 60 i un 14,5% 65 anys o més.
L'edat mediana era de 36 anys. Per cada 100 dones de 18 o més anys hi havia 87 homes.
La renda mediana per habitatge era de 38.750 $ i la renda mediana per família de 43.167 $. Els homes tenien una renda mediana de 37.150 $ mentre que les dones 23.616 $. La renda per capita de la població era de 16.453 $. Aproximadament el 6,8% de les famílies i el 6,5% de la població estaven per davall del llindar de pobresa.

## Poblacions més properes
El següent diagrama mostra les poblacions més properes.